# Spelalfabet
Een spelalfabet of telefoonalfabet is een alfabet dat bestaat uit woorden in plaats van letters. Elk woord duidt een letter aan. De letter waar een woord mee begint is de letter die wordt bedoeld, een principe dat bekend is als acrofonie. Spelalfabetten worden gebruikt voor het overbrengen van gesproken boodschappen, of delen daarvan, als het belangrijk is om fouten te vermijden. Het gaat daarbij vooral om namen en roepletters.

## Gebruik
Een gesproken boodschap kan bijna foutloos overgebracht worden door de boodschap letter voor letter te spellen en daarbij de woorden van het spelalfabet te gebruiken. Dit werkt goed bij gebrekkige radio- en telefoonverbindingen en tussen gesprekspartners die niet dezelfde tongval of hetzelfde dialect hebben.

## Variaties
Er zijn verschillende spelalfabetten voor verschillende talen en landen in gebruik. Het internationaal telefoonalfabet is een spelalfabet voor gebruik tussen sprekers met verschillende talen. Het maakt voornamelijk gebruik van internationaal bekende steden, met meestal de Franstalige naam voor die steden.
In het Nederlands telefoonalfabet is er een apart lid voor de IJ. Ook in andere talen komen soms combinatieletters voor die door sprekers van andere talen als losse letters beschouwd kunnen worden. Zo heeft het Duitse telefoonalfabet namen voor de combinaties CH en SCH.
Het NAVO-spelalfabet is zo opgesteld dat woorden uit het alfabet niet of nauwelijks te verwisselen zijn, ook als bijvoorbeeld een Fransman iets moet doorgeven aan een Griek. Er is zo veel mogelijk gebruikgemaakt van woorden die in alle in de NAVO gangbare talen een eenduidige letterassociatie hebben. De naam Juliett werd met een dubbele t geschreven omdat men hem in het Frans anders als Julièh (zonder t) zou uitspreken. Het NAVO-alfabet wordt ook voor niet-militaire doelen gehanteerd, zoals in de burgerluchtvaart, en het is thans populairder dan het internationale alfabet.
Omdat wetenschappelijk onderzoek heeft aangetoond dat de taal die mensen meekrijgen invloed heeft op de manier waarop mensen de wereld waarnemen en indelen, en het Nederlandse spelalfabet bestaat uit "ouderwetse witte mannennamen", heeft feministisch platform De Bovengrondse een alternatief spelalfabet opgezet, met bijbehorende foto's.

## Enkele spelalfabetten
De spelalfabetten zijn vermoedelijk ontstaan in het begin van de 20e eeuw. Het internationale alfabet bevat veel Franstalige namen – het Frans gold toen meer als wereldtaal. Opmerkelijk is Gallipoli in het internationale alfabet, thans een weinig bekende naam, die toen door de Gallipoliveldtocht veel in het nieuws was.
| Letter | Internationaal | Nederlands        | Nederlands | Frans     | NAVO     | Duits            | Engels    | Spaans     | Spaans           | Italiaans   | Portugees        |
| Letter | Internationaal | Nederland         | Vlaanderen | Frans     | NAVO     | Duits            | Engels    | Officieel  | Alledaags        | Italiaans   | Portugees        |
| ------ | -------------- | ----------------- | ---------- | --------- | -------- | ---------------- | --------- | ---------- | ---------------- | ----------- | ---------------- |
| A      | Amsterdam      | Anna Anton        | Arthur     | Anatole   | Alfa     | Aachen           | Alfred    | Antonio    | Alicante         | Ancona      | Ana              |
| Ä      |                |                   |            |           |          | Umlaut Aachen    |           |            |                  |             |                  |
| B      | Baltimore      | Bernard           | Brussel    |           | Bravo    | Berlin           | Benjamin  | Barcelona  | Barcelona B alta | Bari        | Bruno Bravo      |
| C      | Casablanca     | Cornelis          | Carolina   | Célestine | Charlie  | Chemnitz         | Charles   | Carmen     | Cádiz            | Como        | Casa             |
| CH     |                |                   |            |           |          |                  |           | Chocolate  |                  | Chapéu      |                  |
| D      | Denmark        | Dirk              | Desiré     | Désiré    | Delta    | Düsseldorf       | David     | Dolores    | Dinamarca        | Domodossola | Daniel           |
| E      | Edison         | Eduard            | Emiel      | Eugène    | Echo     | Essen            | Edward    | Enrique    | España           | Empoli      | Eduardo          |
| F      | Florida        | Ferdinand         | Frederik   | François  | Foxtrot  | Frankfurt        | Frederick | Francia    | Francia          | Firenze     | Fábio Franca     |
| G      | Gallipoli      | Gerard            | Gustaaf    | Gaston    | Golf     | Goslar           | George    | Granada    | Granada          | Genova      | Gato Gabriel     |
| H      | Havanna        | Hendrik           | Hendrik    | Henri     | Hotel    | Hamburg          | Harry     | Historia   | Hotel Huesca     | Hotel       | Hotel            |
| I      | Italia         | Izak Isaak        | Isidoor    | Irma      | India    | Ingelheim        | Isaac     | Inés       | Italia I latina  | Imola       | Itália           |
| J      | Jérusalem      | Jan Johan         | Jozef      | Joseph    | Juliett  | Jena             | Jack      | José       | Jaén             | Jolly       | José             |
| K      | Kilogramme     | Karel             | Kilogram   | Kléber    | Kilo     | Köln             | King      | Kilo       | Kilo             | Kursaal     | Kilo             |
| L      | Liverpool      | Lodewijk Leo      | Leopold    | Louis     | Lima     | Leipzig          | London    | Lorenzo    | Lérida           | Livorno     | Lima             |
| LL     |                |                   |            |           |          |                  |           | Llobregat  |                  |             |                  |
| M      | Madagaskar     | Maria Marie       | Maria      | Marcel    | Mike     | München          | Mary      | Madrid     | Madrid           | Milano      | Maria            |
| N      | New York       | Nico              | Napoleon   | Nicolas   | November | Nürnberg         | Nellie    | Navarra    | Navarra          | Napoli      | Navarra Novembro |
| Ñ      |                |                   |            |           |          |                  |           | Ñoño       |                  |             |                  |
| O      | Oslo           | Otto              | Oscar      | Oscar     | Oscar    | Offenbach        | Oliver    | Oviedo     | Oviedo           | Otranto     | Oscar            |
| Ö      |                |                   |            |           |          | Umlaut Offenbach |           |            |                  |             |                  |
| P      | Paris          | Pieter            | Piano      | Pierre    | Papa     | Potsdam          | Peter     | Paris      | Pamplona         | Palermo     | Papa             |
| Q      | Québec         | Quotiënt          | Quotiënt   | Quintal   | Quebec   | Quickborn        | Queen     | Querido    | Queso            | Quarto      | Queijo           |
| R      | Roma           | Rudolf            | Robert     | Raoul     | Romeo    | Rostock          | Robert    | Ramón      | Roma             | Roma        | Roma             |
| S      | Santiago       | Simon             | Sofie      | Suzanne   | Sierra   | Salzwedel        | Samuel    | Sábado     | Sevilla          | Savona      | Savona Samuel    |
| T      | Tripoli        | Tinus Theodoor    | Telefoon   | Thérèse   | Tango    | Tübingen         | Tommy     | Tarragona  | Tarragona        | Torino      | Torino           |
| U      | Uppsala        | Utrecht           | Ursula     | Ursule    | Uniform  | Unna             | Uncle     | Ulises     | Úrsula Uruguay   | Udine       | Uniforme         |
| Ü      |                |                   |            |           |          | Umlaut Unna      |           |            |                  |             |                  |
| V      | Valencia       | Victor            | Victor     | Victor    | Victor   | Völklingen       | Victor    | Valencia   | Valencia Ve baja | Venezia     | Vitória          |
| W      | Washington     | Willem            | Waterloo   | William   | Whiskey  | Wuppertal        | William   | Wáshington | Wáshington       | Washington  |                  |
| X      | Xantippe       | Xantippe          | Xavier     | Xavier    | X-ray    | Xanten           | X-ray     | Xiquena    | Equis            | Xilofono    | Xadizez          |
| IJ     |                | IJsbrand IJmuiden |            |           |          |                  |           |            |                  |             |                  |
| Y      | Yokohama       | Ypsilon           | Yvonne     | Yvonne    | Yankee   | Ypsilon          | Yellow    | Yegua      | Y griega         | Yogurt      |                  |
| Z      | Zürich         | Zaandam Zacharias | Zola       | Zoé       | Zulu     | Zwickau          | Zebra     | Zaragoza   | Zaragoza Zeta    | Zara        | Zulu             |